# Pierre Leclercq
Pierre Leclercq, né le 29 juillet 1972 à Bastogne, est un designer automobile belge, actuellement directeur du design chez le constructeur automobile français Citroën.

## Biographie
Il étudie le design industriel à l'École supérieure des arts Saint-Luc de Liège et rejoint un programme consacré au design de mobilité à l'Art Center College of Design de Pasadena, en Californie,. Il est respectivement le neveu et le cousin des dessinateurs belges de bande dessinée Pierre Seron et Frédéric Seron (dit Clarke),.
Après avoir débuté en 1998 chez BMW en tant que stagiaire, il rejoint en 1999 le carrossier italien Zagato qu'il quitte au bout de trois mois pour rejoindre Ford Ghia. Chez ce second carrossier, il est l'auteur de l'intérieur du concept Ford Street Ka,. 
En 2000 il retourne chez BMW, chez qui il officie durant 13 ans. Il y réalise notamment les BMW X5 E70, BMW X6 E71 et l'arrière du premier Mini Countryman,,. Il travaille aussi sur une héritière de la BMW M1 sur base de BMW i8, mais le projet est finalement avorté.
Pierre Leclercq a pris la direction du bureau de style de Great Wall Motors de 2013 à 2017. Il devient ensuite directeur du style chez Kia, mais ne reste qu'un an chez le constructeur sud-coréen.

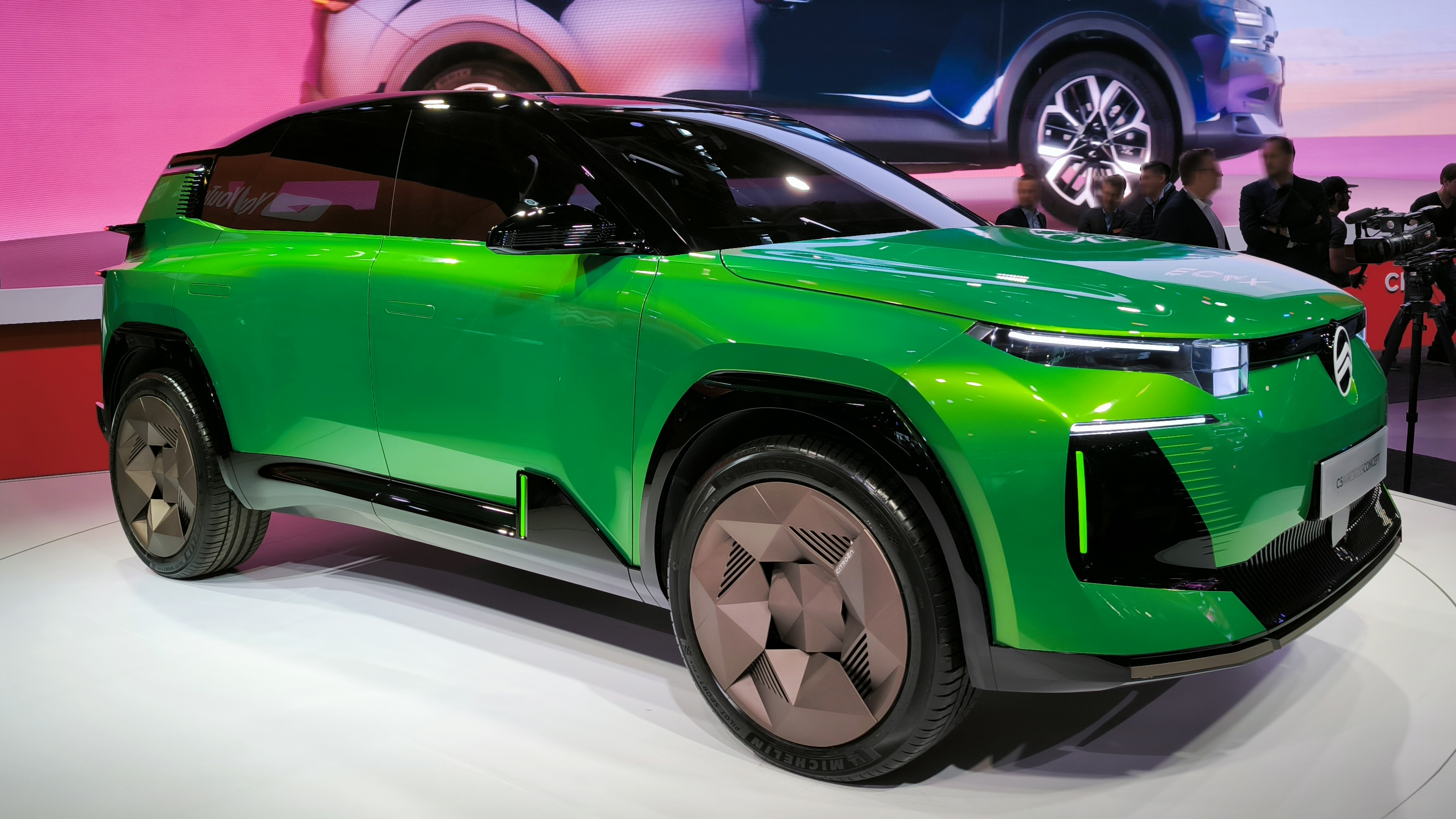
Citroën C5 Aircross Concept

En novembre 2018, il prend la tête du bureau de style de Citroën, succédant à Alexandre Malval, parti pour Mercedes-Benz.
Le premier projet qu'il conduit dans son entièreté chez Citroën est la C4 X, déclinaison à 4 portes de la C4 de troisième génération.